# Pseudodysderina
Genre
Pseudodysderina est un genre d'araignées aranéomorphes de la famille des Oonopidae.

## Distribution
Les espèces de ce genre se rencontrent en Amérique du Sud.

## Liste des espèces
Selon World Spider Catalog (version 15.0, 2014) :
- Pseudodysderina beni Platnick, Berniker & Bonaldo, 2013
- Pseudodysderina desultrix (Keyserling, 1881)
- Pseudodysderina dracula Platnick, Berniker & Bonaldo, 2013
- Pseudodysderina hermani Platnick, Berniker & Bonaldo, 2013
- Pseudodysderina manu Platnick, Berniker & Bonaldo, 2013
- Pseudodysderina suiza Platnick, Berniker & Bonaldo, 2013
- Pseudodysderina utinga Platnick, Berniker & Bonaldo, 2013
- Pseudodysderina yungas Platnick, Berniker & Bonaldo, 2013

## Publication originale
- Platnick, Berniker & Bonaldo, 2013 : The South American goblin spiders of the new genera Pseudodysderina and Tinadysderina (Araneae, Oonopidae). American Museum Novitates, no 3787, p. 1-43 (texte intégral).